# Alex Gâlmeanu
Alex Gâlmeanu (n. 29 octombrie 1978, București, România) este un fotograf, artist vizual și director de imagine român, specializat în fotografie editorială, publicitară, de modă sau experimentală. Este cunoscut pentru realizarea a numeroase portrete fotografice reprezentând personalități din România, colaborări cu publicații naționale și internaționale, precum și pentru realizarea de campanii publicitare naționale și internaționale a unor brand-uri consacrate. Gâlmeanu mai este cunoscut și pentru un număr de proiecte personale printre care seriile fotografice "People I Know" și "Anastasia", precum și pentru proiectul "Muzeul de Fotografie".

## Studii
În perioada 1994-1997 Alex Gâlmeanu a urmat studiile liceale în cadrul Colegiului Național "Matei Basarab”. Fotograful și-a finalizat studiile universitare în perioada 2009 - 2012, la Universitatea Națională de Artă București, specializarea Fotografie și Procesarea Computerizată a Imaginii.

## Carieră

### Începuturi fotografice
Alex Gâlmeanu, fiul regizorului de film documentar Pompiliu Gîlmeanu, și-a început activitatea fotografică în aprilie 1992, la vârsta de 14 ani, învățând să fotografieze utilizând echipamentele fotografice existente în casa părintească, inclusiv un laborator foto funcțional.
În anul 1993 Alex Gâlmeanu a publicat prima lui fotografie, o imagine aparută pe coperta interioară a revistei Salut, o publicație românească populară printre tinerii acelei perioade. Alex povestește faptul că nimeni nu l-a angajat pentru realizarea acelei imagini, ci, din dorința de a-și vedea munca publicată, a realizat o fotografie în regie proprie (cu ajutorul un prieten din copilărie care a acceptat să pozeze scufundat în râul Dâmbovița, îmbrăcat într-un costum, citind revista Salut), pe care a trimis-o prin poștă pe adresa redacției. Spre surpriza lui, după o perioadă, Gâlmeanu și-a descoperit imaginea publicată în paginile acestei reviste.
Începând cu anul 1997 fotograful a demarat primele colaborări cu piața de reviste din România, lucrând în câteva ocazii pentru o revistă independentă locală numită "2000 Plus", disparută azi. De altfel, pentru aceasta revistă Gâlmeanu a realizat prima fotografie de copertă din cariera, o imagine cu actorul Adrian Pintea. 

### Carieră profesională
Alex Gâlmeanu și-a început cariera fotografică profesională în 1998, în cadrul trustului de presă Ringier, lucrând cu principalele titluri “glossy” ale acestei edituri (Unica, Bravo, TV Mania). 
În perioada 1999 - 2002 a fost angajat al trustului de presă Ringier, devenind fotograf al diviziei de reviste (Magazine Divizion) Ringier, fiind însărcinat cu realizarea materialelor de copertă si modă pentru publicațiile produse aici.
Începând cu anul 2002, fotograful a deschis propriul studio foto și propria companie, extinzându-și colaborările și către alte trustruri de presă (Burda România, Edipresse, etc) și publicații (Elle, Marie Claire, Esquire, GQ, Glamour, Harper’s Bazaar, Cosmopolitan, Men’s Health, etc.) 
Începând cu anii următori colaborările se extind și către piața de publicitate, unde Alex Gâlmeanu începe să lucreze cu agenții de publicitate locale și internaționale (Saatchi & Saatchi, McCann, Ogilvy, Publicis, Leo Burnett, etc), pentru care fotografiază campaniile comerciale necesare unor mărci precum Coca Cola, Orange, Audi, BMW, Samsung, Huawei, Raiffeisen, Philips, Avon, Oriflame, Pantene, etc. Fotograful este activ pe piața de fotografie publicitară și în prezent.
În 2003 Alex a inițiat proiectul Anastasia.
În perioada 2004 - 2008 artistul a pornit o colaborare cu Stock4B, o casă de producție fotografică din Munchen.
În aprilie 2005 Alex Gâlmeanu a organizat prima sa expoziție personală „People I Know”, într-una din sălile Muzeului Național de Artă Contemporană din București (MNAC). Ulterior, seria a fost expusă și în cadrul ediției a 4-a a Festivalului Internațional de Film Transilvania (TIFF 2005), care s-a desfășurat in Cluj-Napoca în perioada 27 mai – 5 iunie 2005. 
În 2006, Gâlmeanu a câștigat concursul „Audi Photo Academy Awards”, o competiție de fotografie organizată de marca Audi, la care au participat, printre alții, fotografii Cosmin Bumbuț, Marius Bărăgan, Ionuț Staicu și Cosmin Gogu. 
Începând din 2006 în paralel cu celelalte activități, fotograful pornește proiectul Muzeul de Fotografie, pe care îl curatoriază și în prezent.
În 2007 autorul a expus „Ma Roumanie” la Nantes, Franța, în organizarea Institutului Cultural Român din Paris cu ocazia congresului "Partenariatele franco-romane și Europa".
În 2008 seria "People I Know" a fost expusă în Paris în organizarea Institutului Cultural Român din Paris și sub patronajul Ambasadorului Român în Franța, Teodor Baconschi.
În perioda 2008 - 2016 Gâlmenu a colaborat cu revista Esquire, ediția tiparită în limba româna. În cadrul acestei colaborări fotograful a produs o serie de imagini de copertă, fotografiindu-i printre altii pe Johnny Răducanu, Victor Rebengiuc, Vlad Ivanov, Horațiu Mălăele, Ilie Năstase, Șerban Pavlu si Horia Tecău.
Între anii 2009 - 2017 Alex Gâlmeanu a realizat fotografii de copertă și pentru revista Men's Health, în acest context i-a fotografiat, printre alții, pe Cyril Despres, Felix Baumgartner si Liam McIntyre.
De asemenea, în perioada 2009 - 2019 Alex Gâlmeanu a colaborat cu ediția în limba româna a revistei de modă Marie Claire, pentru care a realizat, printre altele, fotografii de copertă cu Andreea Raicu, Ana Ularu și Antonia Iacobescu.   
În 2009 Gâlmeanu a lucrat pentru proiectul social „Proiect 112”, în cadrul căruia a fotografiat 24 de personalități masculine din România. Proiectul a fost expus în București, Iași, Timișoara, Cluj și Suceava.
Seria "People I Know" a fost expusă și în Tolouse, în mai 2010, în organizarea Institutului Cultural Român din Paris.
Între anii 2010 - 2021 Alex Gâlmeanu a colaborat cu ediția în limba română a revistei de modă Harper's Bazaar, producând, printre altele, fotografiile de copertă pentru numerele apărute în decembrie 2011, iulie 2012, noiembrie 2012, noiembrie 2014 și noiembrie 2021.
În septembrie 2011, Gâlmeanu a expus seria „Portrete Subiective” în Reykjavik, Islanda, în organizarea Institutului Cultural Român din Londra.
În noiembrie 2011 fotograful a expus seria „Portrete Subiective” și în Cork, Irlanda, în cadrul Cork Film Festival, în organizarea Institutului Cultural Român din Londra.
În decembrie 2016, Alex Gâlmeanu a fost unul dintre artiștii contemporani români care au expus opere în cadrul expozitiei de artă contemporană "Dada Roots" organizată de Institutului Cultural Român din Varșovia la Centre of Contemporary Art Znaki Czasu din Torun, Polonia.    
În câteva ocazii, Gâlmeanu a fost invitat ca "speaker" în cadrul unor evenimente specifice, cum ar fi: conferința "The Power of Storytelling" 2012 (februarie 2012, București, România), conferința "The Power of Storytelling Cluj Edition 2015" (octombrie 2015, Cluj, România), conferința "TEDx Iași" (mai 2016, Iași, România), conferința "Webstock 2017" (septembrie 2017, București, România), etc.
Alex Gâlmeanu a fost de două ori intervievat de către Cătalin Stefănescu în cadrul emisiunii "Garantat 100%" pe care cunoscutul jurnalist o prezintă la Televiziunea Română. Prima apariție a fotografului în această emisiune a avut loc în data de 27 mai 2012, iar a doua, opt ani mai târziu, în 29 noiembrie 2020.
De-a lungul timpului, artistul a realizat fotografiile necesare afișelor oficiale ale unor unor producții cinematografice românești, printre care: “Ana, mon amour” (2017), "Morometii 2" (2018), "Acasă, My Home" (2020), precum și ale unor producții cinematografice internaționale, cum ar fi: "No One Gets Out Alive" (2021) produs de Netflix și "Django" (2022) produs de Sky si Canal Plus. 
Alex Gâlmeanu a fost membru al Creative Board-ului festivalului Diploma la editiile din anii 2018, 2019, 2020, 2021 si 2022. La ediția Diploma din anul 2022, Gâlmeanu a fost numit și "ambasador" al festivalului, calitate în care fotograful a promovat evenimentul printr-o serie de interviuri.
Două dintre imaginile realizate de Alex Gâlmeanu au fost prezentate de către Casa de licitații Artmark, în februarie 2020, în cadrul licitației de "Artă Postbelică și Contemporană nr. 353".
În perioada 2017-2020, Gâlmeanu, în calitate de director de imagine, a colaborat cu regizorul Oana Bujgoi Giurgiu la realizarea filmului documentar "Spioni de ocazie", produs de Libra Flim. Pelicula a avut premiera în cadrul Transilvania Internațional Film Festival (TIFF) organizat în Cluj în iunie 2021 și premiera de gală în București, la Muzeului Național de Artă al României, în 27 aprilie 2022. Începand cu 29 aprilie 2022, filmul a intrat și în rețeaua de cinematografe din România . În 2023, "Spioni de ocazie" a caștigat titlul de "Cel mai bun film documentar" la Gala Premiilor Gopo 2023, precum și "Premiul pentru film documentar" în cadrul Galei Premiilor UCIN 2023.
În octombrie 2020 două imagini realizate de către Gâlmeanu au fost publicate în volumul "Accidentally Wes Anderson", un album fotografic redactat de Wally Koval, cu o introducere de Wes Anderson. Ulterior, în octombrie 2024, o altă imagine realizată de acesta a fost publicată în „Accidentally Wes Anderson – Adventures”, al doilea volum redactat de Wally Koval, de asemenea cu o introducere scrisă de Wes Anderson. De altfel, imagini realizate de Gâlmeanu au fost expuse și în cadrul expoziției de grup „Accidentally Wes Anderson: Adventures in Santa Cruz”, organizată în 2025 de către The Santa Cruz Museum of Art & History (MAH), în Santa Cruz, California.
Alex Gâlmeanu l-a fotografiat pe Mircea Cărtărescu, în octombrie 2021, pentru ilustrarea unui interviu pe care scriitorul la acordat T Magazine, revistă culturală a publicației elvețiene Le Temps.
În anul 2021, Gâlmeanu realizat videoclipul piesei "Meteorologie", o melodie compusă și produsă de către muzicianul Eugen „Oigăn” Nuțescu și interpretată de actrița Ana Ularu.
Una dintre imaginile realizate de către Gâlmeanu în 2013, reprezentându-l pe jucatorul de tenis Ilie Năstase, a fost inclusă în "Licitația de Carte, inclusiv o Colecție de Fotografie nr. 461", organizată de către Casa de licitație Artmark, în iulie 2022.
În 2021, Alex Gâlmeanu a realizat componenta foto și video a campaniei sociale "Atingeri Nedorite", o campanie socială orientată împotriva abuzului sexual asupra minorilor, creată de catre agenția de publicitate Mercury360 pentru Asociația Telefonul Copilului și Poliția Română. Campania a câștigat în 2022 titlul de "Campaign of the Year" (secțiunea NGOs, Associations & Institutions) la Digital Communication Awards 2022, a fost desemnată câștigătoare a categoriei Film & Video la European Excellence Awards 2022 și a fost recompensată cu premiul II în cadrul Galei Societații Civile 2022 (secțiunea Campanii de comunicare pe teme sociale). Campania a fost premiată în același an și la Romanian PR Award XX, unde a câștigat Silver Award for Excellence la secțiunea "Budget-, Creativity+".
În 2023, Gâlmeanu a avut rolul de membru al juriului ediției cu numărul 12 a concursului de jurnalism narativ, Premiile Superscrieri, având responsabilitatea de a juriza categoria Fotojurnalism. Ulterior, Gâlmeanu a participat ca membru al juriului la categoria Fotojurnalism și la edițiile cu numărul 13 și 14 ale acestui concurs, în 2024, respectiv 2025.
În a doua parte a anului 2023, fotograful a fost angajat de către publicația The New York Times pentru a realiza fotografiile de ilustrare a unui amplu material despre orașul Timișoara. Articolul a apărut la data de 27 octombrie 2023 în ediția online a publicației, dar și ca pagină întreagă în edițiile tipărite (în data de 25 noiembrie 2023 în ediția cu difuzare în Statele Unite ale Americii și în data de 5 decembrie 2023 în ediția cu difuzare internațională). Presa din România a scris pe larg despre apariția acestui articol .

## Repere notabile

### Seria "People I Know"
"People I Know" este primul proiect fotografic de lungă durată al artistului și este reprezentat de o colecție de portrete ale unor personalități din România, incluzând subiecți ca Lucian Mândruță, Ana Ularu, Oana Pellea, Vlad Ivanov, Johnny Răducanu, Cristi Chivu, Gyuri Pașcu, Paul Ipate, Andreea Raicu, Medeea Marinescu, Horațiu Mălăele, Marius Moga, Radu Afrim, Radu Muntean, Tudor Chirilă, Doina Levința, Claudiu Bleonț, Ilie Năstase, Nadia Comăneci, Gheorghe Hagi, Marcel Iureș, Victor Rebengiuc, Gheorghe Dinică și alții. Alex Gâlmeanu spune că în această serie de portrete atipice a adunat oameni pe care a avut șansa să îi cunoască cu ajutorul aparatului de fotografiat și că proiectul evoluează în permanență, fiind completat de fiecare dată când autorul va fotografia subiecți relevanți.
Seria de imagini „People I Know” a fost expusă public pentru prima dată în anul 2005, într-una dintre sălile Muzeului Național de Artă Contemporană din București. Expoziția a fost și primul astfel de eveniment solo al fotografului. Ulterior seria a fost expusă în același an în Cluj-Napoca, iar în 2008 și 2010, în Paris (sub patronajul Ambasadorului Român în Franța, Teodor Baconschi), respectiv Toulouse, ambele evenimente fiind organizate de Institutul Cultural Român din Paris.
Despre seria "People I Know" au relatat de-a lungul timpului diverse publicații și entități de presă, printre care: Hotnews.ro, Viva, Suplimentul de cultură, Antena 3, Le Courrier des Balkans, Evenimentul Zilei, La Couture, Story Magazine, Unica, Bolero Magazine, TV Mania, Igloo, Adevărul, România Liberă, Jurnalul Național, Cotidianul, Jurnalul.

### Expozția "Portrete Subiective"
În septembrie 2011, la invitația Institutului Cultural Român din Londra, Alex Gâlmeanu a expus seria „Portrete Subiective” în Reykjavik, Islanda, în cadrul Reykjavik International Film Festival. Expoziția a adunat fotografii portretizând diverse personalități ale filmului și teatrului românesc, printre care: Gheorghe Dinică, Șerban Ionescu, Vlad Ivanov, Marius Manole, Medeea Marinescu, Horațiu Mălăele, Oana Pellea, Victor Rebengiuc, Ana Ularu, Andi Vasluianu, etc. Cu această ocazie, Alex Gâlmeanu a fost considerat ca fiind primul fotograf român care a expus în Islanda.
Seria „Portrete Subiective” a fost expusă si în Cork, Irlanda, în cadrul Cork Film Festival, în noiembrie 2011, de asemenea în organizarea Institutului Cultural Român din Londra.
Despre seria "Portrete Subiective" au scris, printre alții: Viva, Hotnews, Gazeta de Cluj, Observatorul Cultural, etc.

### Proiectul Anastasia
În cadrul acestui proiect, pornit în 2003, Alex Gâlmeanu o fotografiază pe Anastasia Olaru în fiecare octombrie, an de an. Anastasia avea 10 ani când Alex i‑a făcut primul portret, după o ședință foto cu tatăl ei, jurnalistul Andrei Gheorghe. Coincidența a făcut ca în următorul octombrie, în 2004, Anastasia să revină în studioul fotografului, într-un context similar, moment în care Gâlmeanu a realizat cea de a doua imagine a proiectului. Următoarele întâlniri au fost premeditate, proiectul adunând până în momentul de față o serie de nouăsprezece imagini care documentează drumul Anastasiei de la copil la femeie. Proiectul se află în desfășurare, iar autorul declară că îl va continua atât timp cât va fi posibil.
Un moment special a fost reprezentat de fotografia cu numărul optsprezece, care a fost realizată la distanță, via internet, cu Alex Gâlmeanu aflat în studioul lui din București și Anastasia aflată într-un studio foto din Londra, acolo unde locuiește. Realizarea acestei ședințe foto la distanță a fost necesară din cauza măsurilor luate de autorități pentru stoparea pandemiei de Covid 19 în anul 2020, Anastasiei fiindu-i imposibil să călătorească. Din 2021 întâlnirile dintre cei doi și-au reluat cursul firesc și au avut loc în studioul fotografului.
Despre proiect au relatat de-a lungul timpului DOR, SUB 25, B265.ro Perfecte.ro, Antena 3, etc.

### Muzeul de Fotografie
Pornit în anul 2006, Muzeul de Fotografie este un proiect exclusiv online, creat sub forma unui jurnal (blog) cu teme fotografice de arhivă, în care Alex Gâlmeanu publică, într-un mod eclectic, fotografii și studii despre imagini culese din diverse arhive sau colecții oficiale sau private. Proiectul, inițial pornit dintr-o pasiune a autorului pentru fotografia de arhivă, se dorește a fi și un semnal care să declanșeze realizarea unui muzeu de fotografie real, despre care Gâlmeanu crede că România are nevoie. În cadrul acestui proiect, artistul a reușit să alcătuiască o proprie colecție de fotografie care include, printre alte repere, cea mai veche fotografie aeriană cunoscută până acum a centrului capitalei.
Despre Muzeul de Fotografie au scris, printre altii: DOR, Revista Arta, Republica, Șapte Seri, F64, B365, Adevărul, Revista Propagarta.

### Filmul documentar "Spioni de ocazie"
Alex Gâlmeanu a lucrat ca director de imagine pentru filmul documentar "Spioni de ocazie", în regia Oanei Bujgoi Giurgiu și produs de Libra Flim. Subiectul filmului este legat de un episod al celui de Al Doilea Război Mondial, mai exact din primăvara anului 1944, atunci când biroul serviciului secret MI5 din Cairo a decis recrutarea unor spioni pentru organizarea unei posibile evadări a unor prizonieri de război din Europa de Est.. Responsabilitatea lui Gâlmeanu a fost să fotografieze scene de luptă, sau alte scene relevante, reconstituite conform documentelor vremii, cu roluri interpretate de către actori contemporani. Regizorul Oana Bujgoi Giurgiu a ales să ilustreze întreaga poveste a filmului cu ajutorul acestor fotografii regizate, într-un montaj intercalat cu documente originale ale vremii.
Filmul a avut premieră în cadrul Transilvania Internațional Film Festival (TIFF) organizat în Cluj în iunie 2021, dar a fost proiectat și în cadrul Astra Film Festival (unde a fost premiat cu "mențiune specială"), TIFF Oradea, respectiv Cinefest Miscoloc Film Festival (Ungaria), toate cele trei proiecții având loc în septembrie 2021. Pelicula a avut premiera de gală în București, la 27 aprilie 2022, într-una din sălile Muzeului Național de Artă al României, intrând apoi și în rețeaua de cinematografe românească, din 29 aprilie 2022. În 2023, "Spioni de ocazie" a caștigat titlul de "Cel mai bun film documentar" la Gala Premiilor Gopo 2023, precum și "Premiul pentru film documentar" în cadrul Galei Premiilor UCIN 2023.
O parte dintre fotografiile realizate de Alex Gâlmeanu, utilizate în montajul filmului, au fost prezentate publicului și sub forma unei expoziții foto tematice în cadrul TIFF Oradea, dar și în contextul premierei de gala din București.
Despre filmul documentar "Spioni de ocazie" au relatat, printre alții: Jurnalul, Bihoreanul, Liternet, All About Romanian Cinema, Adevărul, Radio România Cultural, Radio România Cluj, News.ro, Ziua de Cluj, TV Mania, Ziua de Constanța etc.

### "Proiect 112"
Realizat pe parcursul anului 2009, organizat de Mihaela Berciu și fotografiat de Alex Gâlmeanu, proiectul "Proiect 112" s-a concretizat sub forma unei serii fotografice cu scop social. Prin acest demers, autorii s-au implicat într-un discurs orientat împotriva violenței domestice. În proiect au fost invitate 24 de personalități masculine din România, interpretând victime ale acestui tip de violență. Vizual, în imaginile realizate de către Gâlmeanu, personalitățile fotografiate prezentau urme, traume, edemuri și răni provocate de o presupusă violență fizică (urme realizate cu tehnici de machiaj și efecte speciale cinematografice). Au fost alese exclusiv personalități masculine în ideea că bărbații, care, statistic vorbind, sunt principalii agresori în cazurile de violență domestică, experimentează posibilele consecințele acestui tip de violență pe propria lor piele. Printre personalitățile invitate în proiect s-au numărat: Ilie Năstase, Andi Moisescu, Dragoș Bucurenci, Lucian Mândruță, Andrei Gheorghe, Cătălin Ștefănescu, Cristian Mungiu, Tudor Giurgiu, etc.
“Proiectul 112” a fost expus inițial în București, în 2009, în foaierul Bibliotecii Central-Universitare, unde fotografiile în ediție limitată au fost licitate în scopuri caritabile. Ulterior, în acelaș an, seria de imagini a fost expusă și în Iași, Timișoara, Cluj și Suceava. În ocazii separate, proiectul a fost re-expus în cadrul Festivalului Mătăsari, în 2011, precum și în cadrul Zilelor Filmului German organizat de Goethe-Institut, în 2014. (ambele evenimente având loc în București).
Despre proiect, printre alte entitați, au relatat: Hotnews, Eva.ro, News Bucovina, Metropotam, Cluj Life, Unica, Esquire, Q Magazine, Libertatea, Realitatea TV, Evenimentul Zilei, Jurnalul.

### Filmul pierdut, developat dupa 42 de ani. Recuperarea unor imagini din anii '70
Alex Gâlmeanu, achiziționând în 2016 un aparat de fotografiat vechi, a descoperit în interiorul acestuia un film expus dar încă nedevelopat. Fotograful a developat pelicula cu succes, descoperind imagini de la ceea ce părea a fi o nuntă organizată în Anglia, în anii '70. Gâlmeanu a publicat pozele pe conturile lui de social media, rugându-i pe cei care îl urmăresc să îl ajute la identificarea personajelor portretizate, fotograful dorind să returneze clișeele celor fotografiați în urmă cu mai bine de 40 de ani. Informația s-a propagat rapid din România până în Anglia unde căutarea mirilor a fost preluată de Daily Mail și BBC. Într-un final, BBC. a reușit identificarea mirilor, iar Alex Gâlmeanu a avut succes în inițiativa lui de a returna subiectior aceste imagini realizate cu decenii în urmă și recuperate norocos în 2016.
Subiectul s-a propagat rapid și către alte publicații din lume, articole relevante apărând, printre altele, în The Sun și The Huffington Post. Mențiuni despre acest subiect au apărut și în presa românească, precum Libertatea și Life.ro, printre altele.

## Alte repere

### Expoziții Foto, proiecții video, instalații (selecție)
- „People I Know” expoziție fotografică, Muzeului Național de Artă Contemporană MNAC (aprilie 2005, București, România)[11]
- „People I Know” expoziție fotografică, Festivalului Internațional de Film Transilvania TIFF (mai, iunie 2005, Cluj-Napoca, România)[12]
- „Audi Academy Awards", expoziție fotografică de grup, concurs, (aprilie 2006, București, România)[211][212][213]
- „Ma Roumanie”, expoziție fotografică, Institutul Cultural Român Paris, (noiembrie 2007, Nantes, Franța)[22]
- „People I Know”, expoziție fotografică, Institutul Cultural Român Paris, (aprilie 2008, Paris, Franța)[214][215]
- „Proiect 112″, expoziție fotografică (martie - aprilie 2009, București, România)[40][201][6][197][198][199][200][202]
- „Proiect 112″, expoziție fotografică (mai 2009, Iași, Timișoara, Cluj, Suceava, România)[42]
- "Contact Lenses", expoziție fotografică, Artmark, (noiembrie 2009, București, România)[216]
- „People I Know” expoziție fotografică, Institutul Cultural Român Paris, (mai 2010, Toulouse, Franța)[217]
- „România – 50 de ani de istorie la feminin” expoziție fotografică, curator (august 2010, Constanța, octombrie 2010, Iași, Cluj, Timisoara, România)
- „Cel mai fericit dintre pământeni”[218], proiecție film în cadru Cinemaiubit Film Festival (decembrie 2010, București, România)
- "Corpul supravegheat / Body under surveillance", proiecție film, expoziție multidisciplinară colectivă, Victoria Art Gallery (martie 2011, București, România)[219][220][221][222]
- „Cover Story” proiecție video în cadrul Short’s UP Festival (martie 2011, București, România)
- „Project 112”, expoziție fotografică, Festival Mătăsari (iunie 2011, București, România)[192]
- „Subjective Portraits”, expoziție fotografică, Institutul Cultural Român Londra, (septembrie 2011, Reykjavik, Islanda)[223][224]
- „Subjective Portraits”, expoziție fotografică, Cork Film Festival, Institutul Cultural Român Londra, (noiembrie 2011, Cork, Irlanda)[50][166][167][165]
- „Subjective Portraits”, expoziție fotografică, Escargot, (noiembrie 2011, București, România)[225]
- "Povestea continuă", expoziție fotografică, proiect social, Teatrul Odeon (ianuarie 2012, București, România)[226][227]
- "Body World II", proiecție film, expoziție multidisciplinară colectivă, Victoria Art Gallery (aprilie 2012, București, România)[228]
- „Awaken Thee, Romanian!” proiecție film în cadrul BIEFF (decemberie 2013, București, România)[229][230]
- „Project 112“, expoziție fotografică, Studio Cinema, Zilele Filmului German (septembrie 2014, București, România)[193][194][195]
- „What About Y[our] Memory?“ expoziție de grup, Muzeului Național de Artă Contemporană (noiembrie 2014, București, România)[231][232]
- „On Photography” proiecție film în cadrul BIEFF (decembrie 2014, București, România)[233][234][235]
- „The 5 Minutes Portrait” instalație / proiecție video în cadrul World Press Photo (mai 2015, București, România)
- „The 5 Minutes Portrait” instalație / proiecție video în cadrul Short’s UP Festival (iunie 2015, București, România)[236][237][238]
- "Nostalgia", expoziție foto, video, instalație, Ebienale #3, AnnArt Gallery (septembrie 2015, București, România)[239]
- "Internetics Digital Week", instalatie video, expoziție de grup (noiembrie 2016, București, România)[240][241]
- "Dada Roots", expoziției multidisciplinară colectivă, proiecție film și expozitie foto, Institutul Cultural Român Varșovia, Centre of Contemporary Art in Torun, (decembrie 2016, Torun, Polonia)[51][52][53]
- "People from Uber", expoziție fotografică (iulie 2017, București, România[242]
- "Cu ochii pe pereții lumii", expoziție fotografică, Qreator (septembrie 2018, București, România)[243]
- „The 5 Minutes Portrait” instalație / proiecție video, Qreator (octombrie 2018, București, România)[244]
- „Proiectul 100“, expoziție fotografică (decembrie 2018, București, România)[245]
- "Spioni de Ocazie", proiecție film în cadrul Festivalului Internațional de Film Transilvania TIFF Cluj (iunie 2021, Cluj, România)[97]
- "Spioni de Ocazie", proiecție film în cadrul Festivalului Internațional de Film Transilvania TIFF Oradea (septembrie 2021, Oradea, România)[181]
- "Spioni de Ocazie", expoziție foto în cadrul Festivalului Internațional de Film Transilvania TIFF Oradea (septembrie 2021, Oradea, România)[184]
- "Spioni de Ocazie", proiecție film în cadrul Astra Film Festival (septembrie 2021, Sibiu, România)[179]
- "Spioni de Ocazie", proiecție film în cadrul Cinefest Miscoloc Film Festival (septembrie 2021, Miskolc, Ungaria)[182]
- „Frumusețea unui oraș”, expoziție multidisciplinară colectivă ARCEN - LMBSC (mai 2023, București, România)[246][247][248][249][250][251][252]
- “Accidentally Wes Anderson: Adventures in Santa Cruz”, expoziție de grup, The Santa Cruz Museum of Art & History (MAH) (ianuarie - mai 2025, Santa Cruz, California)[110]

### Interviuri și apariții în presă (selecție)
- „Roumanie Alex Gâlmeanu, jenue talent”. PHOTO nr. 412 / 09.2004 (Franța). septembrie 2004. p. 10.
- Șeinoiu, Raluca (aprilie 2005). „Omul care a refuzat sa o vândă pe Monica Bârlădeanu”. Flacara. p. 74-76.
- Budaru, Horia (aprilie 2005). „Călător într-o industrie cât un autobuz”. Photo Magazine, aprilie 2005.
- Popescu, Ion (21 aprilie 2005). „Expoziție foto: "Oameni pe care îi cunosc"”. Evenimentul Zilei. p. 19.
- Argint, Iulia (23 aprilie 2005). „Vedete în ipostaze inedite pe pereții Casei Poporului”. Adevarul nr. 4605.
- Durlan, R. (23 aprilie 2005). „Alex Gâlmeanu, felicitat la scenă deschisă”. România Liberă.
- Capanu, Ioana (iunie 2005). „Galeria de vedete”. TV Mania nr.18/2005. p. 64.
- Davidescu, Laura (iunie 2005). „Fotografii din București”. Unica, iunie 2005. p. 160.
- „Confesiuni prin fotografie”. Story Magazine 17/2005. iunie 2005. p. 28-29.
- „Expoziție cu vedete”. Viva. iunie 2005. p. 110-111.
- Dimulescu, Andrei (aprilie 2006). „Patru inele pentru cinci fotografi”. Audi Magazine nr. 02/2006.
- Șipoș, Florin. „AUDI Photo Academy Awards”. Photo Magazine, iulie-august 2006. pp. 14–15.
- Anghel, Alex; Nasta, Alina (25 august 2006). „Fotografia este  mama printului”. Jurnalul Național, Anul 14, nr. 4069. p. 24-25.
- Șipoș, Florin (decembrie 2006). „Suveranitatea ideii”. Photo Magazine Nr.20, decembrie 2006. pp. 38–43.
- TVR (2007). „Descoperă Românii - Alex Gâlmeanu”. Televiziunea Romănâ. Accesat în 3 mai 2022.
- Neagu, Alina (14 noiembrie 2007). „Alex Gâlmeanu iși expune fotografiile la Nantes”. Hotnews.ro. Accesat în 25 martie 2022.
- „Expozitie Alex Galmeanu la Paris”. Hotnews.ro. 26 martie 2008. Accesat în 24 martie 2022.
- „Alex Gâlmeanu expune la Paris”. Viva. 26 martie 2008. Accesat în 24 martie 2022.
- „Alex Gâlmeanu, Romania”. Max Magazine Russia, martie 2008. 1 martie 2008. pp. 8–9.
- Vișan, Cristiana (25 martie 2008). „Vedetele din România, la expoziție în Franța”. Cotidianul.
- Popescu, Adam (1 aprilie 2008). „Celebritățile României se afișează la Paris”. Evenimentul Zilei. Accesat în 24 martie 2022.
- Cobuz, Dana (13 aprilie 2008). „Oameni pe care-i știe Gîlmeanu”. Jurnalul Național, Anul 16, nr. 4647. p. 41.
- TVR (2009). „Profil, poveste, personaj - Alex Gâlmeanu”. Televiziunea Română. Accesat în 3 mai 2022.
- „Arta fotografică: Tradiție în familia Gâlmeanu”. wall-street.ro. 9 ianuarie 2009. Accesat în 2 aprilie 2022.
- „Arta fotografica fata în fata cu teroarea violentei in familie”. Hotnews.ro. 25 martie 2009. Accesat în 24 martie 2022.
- Popescu, Adam (26 martie 2009). „Bătuți în scop caritabil”. Evenimentul Zilei. Accesat în 2 aprilie 2022.
- „24 de bărbați celebri fotografiați pentru victimele violenței domestice”. Eva.ro. 1 aprilie 2009. Accesat în 25 martie 2022.
- Păuna, Eveline (6 aprilie 2009). „Și bărbații plâng cateodată”. Q Magazine. pp. 72–74.
- Metropotam, Ana (9 iulie 2009). „Profil de artist: Alex Galmeanu”. Metropotam. Arhivat din original la 23 octombrie 2019. Accesat în 23 octombrie 2019.
- Draghia, Ovidiu (29 octombrie 2009). „Ne trebuie un Muzeu al Fotografiei”. Observatorul Cultural. Accesat în 23 octombrie 2019.
- „Oamenii pe care îi cunoaste Alex Gâlmeanu au ajuns la Toulouse”. Suplimentul de cultură. 5 mai 2010. Accesat în 24 martie 2022.
- Colța, Alexandra-Maria (18 noiembrie 2010). „Alex Gâlmeanu, un om normal”. Revista Arte si Meserii Nr.3. pp. 32–39. Accesat în 2 aprilie 2022.
- Iustina Ambrono, Ramona Balaban, (29 ianuarie 2011). „Alex Gâlmeanu: „Fotografia publicitară este artă, fără discuție"”. CuzaNet. Accesat în 2 aprilie 2020.
- „Creativitatea vazuta prin obiectiv – interviu cu Alex Galmeanu”. Fundația Friends for Friends. 25 februarie 2011. Accesat în 20 martie 2022.
- Stefanescu, Catalin (27 mai 2012). „Cătălin Ștefănescu în dialog cu fotograful Alex Gâlmeanu la TVR 1”. TV Mania. Arhivat din original la 23 octombrie 2019. Accesat în 23 octombrie 2019.
- „Amintiri despre Moș Gerilă cu fotograful Alex Gâlmeanu: „Ani de zile am crezut că portocalele se coc iarna"”. Digi 24. 25 decembrie 2012. Accesat în 20 martie 2022.
- Mihu, Dan (septembrie 2012). „Fotografia erotică românească, Alex Gâlmeanu”. Playboy, septembrie 2012. pp. 30–33.
- Matzal, Andra (1 decembrie 2014). „FOTO Potretele animate ale lui Alex Gâlmeanu”. Think Outside the Box. Accesat în 20 martie 2022.
- Bercu, Diana (12 mai 2014). „MakingOf AVON Zero Gravity: O pastilă de fotografie publicitară, cu Alex Gâlmeanu”. IQads. Accesat în 20 martie 2022.
- Iuga, Gabriela (24 decembrie 2014). „The Face Of Photography: Alex Gâlmeanu”. WorldClass Magazine. Accesat în 28 martie 2022.
- Proud To Be Romanian (decembrie 2014). Proud To Be Romanian. 1. London Design. p. 6-7. ISBN 978-973-0-18063-3.
- Stirile Pro TV (30 iunie 2015). „Alex Gâlmeanu - O colecție de artă despre artă”. Pro TV. Accesat în 2 aprilie 2022.
- „Interviu cu fotograful Alex Galmeanu: "Cele mai bune fotografii le-am facut cand omul a uitat de contextul fotografic"”. Stirile ProTV. 30 iulie 2015. Accesat în 23 octombrie 2019.
- Oancea, Daniela (7 septembrie 2015). „EBienale#3 vernisează expoziția „Imagini Nostalgie" a fotografului Alex Gâlmeanu”. Cariere. Accesat în 20 martie 2022.
- Cox, Robin (17 noiembrie 2015). „Local Heroes #41 - Alex Gâlmeanu, photographer and founder of Muzeul de Fotografie”. A City Made By People. Accesat în 24 martie 2022.[nefuncțională – arhivă]
- Badoiu, Andreea (26 ianuarie 2016). „[Creativul non-publicitar] Alex Galmeanu, fotograf: Nu poti sa mergi la "olimpiada" fara sa te antrenezi inainte, iar antrenamentul creativitatii e mai important decat rezultatul ei”. IQads. Accesat în 20 martie 2022.
- Stan, Medeea (25 martie 2016). „Imagini cu atunci”. DoR #23 (primăvară 2016)). Accesat în 2 aprilie 2022.
- Ursu, Roxana (15 mai 2016). „Alex Gâlmeanu: Îmi plac fotografiile care te lasă cu întrebări, nu cu răspunsuri”. IQool. Accesat în 2 aprilie 2020.
- Fashion, Days (18 mai 2016). „Fashion Talk: Alex Galmeanu”. Fashion Days. Arhivat din original la 23 octombrie 2019. Accesat în 23 octombrie 2019.
- Lea (4 iulie 2016). „Stunning Pictures of Windows on Building Facades”. Fubiz.net. Accesat în 10 aprilie 2022.
- L'Attitude Staff (1 august 2016). „Jurnal de bord cu Alex Galmeanu: Hong Kong”. Best Value. Accesat în 28 martie 2022.
- Verde, Andreea (13 octombrie 2016). „Chestionar de Metropotam - de vorbă cu fotograful Alex Gâlmeanu”. Metropotam. Arhivat din original la 28 martie 2023. Accesat în 28 martie 2022.
- Dobrescu, Petre (1 decembrie 2016). „Povestea unui aparat de fotografiat! Alex Gâlmeanu a găsit fotografii de la o nuntă din anii '70 și încearcă să dea de protagoniști”. Libertatea. Accesat în 20 martie 2022.
- Dobrescu, Petre (2 decembrie 2016). „Mister elucidat! Mirii care apar în fotografiile găsite de Alex Gâlmeanu au fost identificați”. Libertatea. Accesat în 20 martie 2022.
- Stănciulescu, Cristina (16 decembrie 2016). „Alex Gâlmeanu a descoperit fotografii de la o nuntă englezească de acum 42 de ani. BBC a intrat pe fir și a găsit mireasa!”. Life.ro. Accesat în 20 martie 2022.
- Antuca, Raluca. „Alex Gâlmeanu prezintă povestea Muzeului de Fotografie”. F64. Accesat în 20 martie 2022.
- „Născut în România – Invitat, Alex Gâlmeanu”. Radio Romania Cultural. 10 august 2017. Accesat în 20 martie 2022.
- Gheorghe, Georgeta (17 octombrie 2017). „12 Romanian Photographers You Should Know About”. TheCultureTrip.com. Accesat în 10 aprilie 2022.
- Vacaroiu, Iulia (22 noiembrie 2017). „Pentru Alex Gâlmeanu contează mai mult drumul decât destinația”. Ejobs. Accesat în 23 octombrie 2019.
- Vrabie, Andreea (4 iunie 2018). „Pe Bune #28: Alex Gâlmeanu”. DoR, "Pe Bune". Accesat în 4 aprilie 2022.
- Șapte Seri (24 octombrie 2018). „Muzeul de fotografie - O inițiativă Alex Gâlmeanu”. Șapte Seri. Arhivat din original la 14 mai 2021. Accesat în 20 martie 2022.
- Radescu, Alex (11 februarie 2019). „Portret în alb-negru”. Revista Biz. Accesat în 28 martie 2022.
- Bambu, Raul (15 martie 2019). „Facem România Bine. Despre fotografii și despre poveștile din spatele lor, cu Alex Galmeanu”. Pagina de media. Accesat în 23 octombrie 2019.
- Bambu, Raul (15 martie 2019). „Alex Gâlmeanu la interviurile Paginademedia” (YouTube Video). Pagina de media. Accesat în 4 aprilie 2022.
- Buhnici, George (21 aprilie 2019). „Cum faci un business de fotografie cu Alex Gâlmeanu”. Buhnici.ro. Accesat în 20 martie 2022.
- Buhnici, George (21 aprilie 2019). „Cum faci bani din fotografii - Alex Gâlmeanu” (YouTube Video). Buhnici.ro. Accesat în 4 aprilie 2022.
- V., A. (25 iulie 2019). „întâlnire cu fotograful Alex Gâlmeanu”. Zi de Zi, nr. 3549. p. 12.
- Vornicu, Andrei (29 august 2019). „„Aș prefera ca, în timpul unei ședințe, eu, ca fotograf, să fiu foarte invizibil, iar ca om, să fiu foarte vizibil" – interviu cu Alex GÂLMEANU”. Dilema Veche. Accesat în 23 octombrie 2019.
- Serban, Claudiu (18 octombrie 2019). „Cum să faci bani dintr-o pasiune”. Capital. Accesat în 23 octombrie 2019.
- Redactia Antena 1 (11 decembrie 2019). „Români care dezvoltă România. Artistul din lumină”. Antena 1. Accesat în 23 martie 2020.
- Constantinoiu, Marina (7 februarie 2020). „Alex Gâlmeanu, fotograf de elită: "Încerc să-i portretizez pe oamenii pe care-i fotografiez în cel mai bun moment al lor"”. Ediția de dimineață. Accesat în 20 martie 2022.
- The Institute (14 aprilie 2020). „Insight-uri din izolare: Alex Gâlmeanu”. Diploma Festival. Accesat în 28 martie 2022.
- Beitrag, Dieser (19 mai 2020). „#FacesOfPhotography – Teil 55: Alex Galmeanu aus Bukarest”. Fotogloria.de. Accesat în 20 martie 2022.
- Harper's Bazaar (mai 2020). „Dragoste în vremea pandemiei, cu Alex Gâlmeanu”. Harper's Bazaar, mai 2020. p. 61.
- „Interviu Alex Gâlmeanu - O fotografie bună este o fotografie irepetabilă” (You Tube Video). A List Magazine. 21 iulie 2020. Accesat în 4 aprilie 2022.
- „Oamenii Dimineții. Fotograful Alex Gâlmeanu: „La un zâmbet fain și convingător participă și degetele de la picioare"”. Digi 24. 29 septembrie 2020. Accesat în 20 martie 2022.
- Ciurlea, Ioana (29 septembrie 2020). „Alex Gâlmeanu la Oamenii Diminetii cu Ioana Ciurlea” (YouTube Video). Digi 24. Accesat în 4 aprilie 2022.
- Ștefănescu, Cătălin (29 noiembrie 2020). „Garantat 100% cu Alex Gâlmeanu la TVR1” (YouTube Video). TVR 1. Accesat în 4 aprilie 2022.
- Popescu, Diana (2021). „Muzeul de fotografie - Istoria pe care o avem mereu sub ochi”. Propagarta Nr. 1/2021. pp. 70–83. ISSN 2784-2657.
- Matei, Cristian (8 februarie 2021). „Alex Gâlmeanu la iLikeIT: "O fotografie bună începe în primul rând cu gândul pe care-l ai"”. Stirile ProTV. Accesat în 20 martie 2022.
- „Edițiadedimineață.ro: Alex Gâlmeanu, fotograf de elită: "Încerc să-i portretizez pe oamenii pe care-i fotografiez în cel mai bun moment al lor"”. HotNews. 9 februarie 2021. Accesat în 20 martie 2022.
- Mîndrută, Lucian (10 februarie 2021). „Fotograful Alex Gâlmeanu: O fotografie de portret devine puternică când este autentică” (YouTube Video). Digi 24. Accesat în 4 aprilie 2022.
- Badicioiu Matei, Alexandra (24 mai 2021). „[Povesti de fotografi] Alex Gâlmeanu: Rolul meu e unul de observator. Cred ca am fost lasat in viata asta ca sa documentez ce se intampla vizual in imediata mea apropiere”. IQads. Accesat în 20 martie 2022.
- Stănciulescu, Cristina. „Alex Gâlmeanu : "Lucrul pe care nu îl voi pierde niciodată, oricât de bătrân voi ajunge, este curiozitatea de a documenta viața"”. People Person. Accesat în 20 martie 2022.
- Cheroiu, Alexandra (18 septembrie 2021). „INTERVIU Alex Gâlmeanu, fotograf: „Am avut șansa să îi fotografiez pe toți președinții României postdecembriste"”. Adevărul, Adevărul de weekend. pp. 26–27. Accesat în 20 martie 2022.
- Andrei, Ileana (9 decembrie 2021). „[La final de 2021] Alex Gâlmeanu: Am învățat că viața poate să îți tragă preșul de sub picioare oricând, dar și că mereu vor exista soluții. Important e să ai mintea ageră și ochii larg deschiși”. IQads. Accesat în 20 martie 2022.
- Sîrbu, Bianca (6 februarie 2022). „Copilului din mine i-aș spune să nu schimbe nimic. Interviu cu Alex Gâlmeanu”. Pagina de Psihologie. Accesat în 20 martie 2022.
- spotmedia.ro (20 septembrie 2022). „Fotograful Alex Gâlmeanu, Ambasador DIPLOMA Show 2022, despre noile generații de creatori români”. spotmedia.ro. Accesat în 30 septembrie 2022.
- Andreescu, Maria (28 septembrie 2022). „„Iubesc Bucureștiul primăvara și toamna. Are o lumină excelentă pentru un fotograf" Secretele și minunile orașului, prin ochii lui Alex Gâlmeanu”. b365.ro. Accesat în 30 septembrie 2022.
- Marinescu, Aura (1 octombrie 2022). „INTERVIU - Fotograful Alex Gâlmeanu, ambasador DIPLOMA Show: „Festivalul este o formă de energie comună, un agregator de artă"”. news.ro. Accesat în 2 octombrie 2022.
- WE INVENT (6 octombrie 2022). „Alex Gâlmeanu despre Diploma Show 2022: „Nu cred că există un loc mai bun pentru o analiză a industriei creative și a momentului la care se află ea acum"”. WE INVENT. Accesat în 6 octombrie 2022.
- Bâldea Constantinescu, Ioana (27 aprilie 2023). „CU VOCE TARE S1E4: Ioana Bâldea Constantinescu în dialog cu Alex Gâlmeanu”. Editura Litera. Accesat în 20 mai 2023.
- Năstase, Ionela (13 mai 2023). „"La cină": Alex Gâlmeanu, fotograful de chipuri: "încă n-am realizat cea mai bună fotografie a mea"”. Digi24. Accesat în 20 mai 2023.
- Libertatea (19 mai 2023). „POV: orașul tău prin lentilele unui turist - interviu Alex Gâlmeanu”. Libertatea. Accesat în 20 mai 2023.